# Ousseynou Darboe
Ousseynou Darboe (8 d'agost de 1948) és un advocat i polític gambià, ex vicepresident del Col·legi d'advocats de Gàmbia, defensor dels drets humans, que el 1995 fou detingut pel règim militar de Yahya Jammeh i després alliberat, i el 1996, al front del Partit de la Unitat Democràtica, es va enfrontar a les eleccions presidencials a Jammeh, obtenint més del 35% dels vots. El seu partit va obtenir l'any següent vers el 34% dels vots, però només 7 escons. El 2001 quasi es va repetir el resultat a les presidencials (vers el 33%) però el 2002 el seu partit no va participar en les legislatives. Aquest mateix any fou detingut, acusat d'instigar la mort d'un membre del partit del president, però el judici s'ha anat ajornant. El novembre de 2021, la Comissió Electoral Independent (CEI) valida la candidatura d'Ousanou Darboe per a les eleccions presidencials del 2021-22. El 14 de desembre de 2021, Ousainou Darboe va demanar al Tribunal Suprem que anul·lés la proclamada reelecció del president sortint Adama Barrow a les eleccions presidencials de 2021.